# Scedopla diffusa
Scedopla diffusa là một loài bướm đêm trong họ Noctuidae.